# Nanjing Tigers
I Nanjing Tigers sono una squadra di football americano di Nanchino, in Cina. Fondati come Nanjing Emperor Kings, hanno cambiato nome nel 2019.

## Dettaglio stagioni

### Tornei nazionali

#### Campionato

##### CBL
| Stagione | regular season | regular season | regular season | regular season | regular season | regular season | playoff | playoff | playoff | playoff | playoff | playoff   | playoff    |
|          | Vin            | Par            | Per            | Tot            | PF             | PS             | Vin     | Per     | Tot     | PF      | PS      | risultato | avversaria |
| -------- | -------------- | -------------- | -------------- | -------------- | -------------- | -------------- | ------- | ------- | ------- | ------- | ------- | --------- | ---------- |
| 2016     | 0              | 0              | 2              | 2              | 25             | 81             | -       | -       | -       | -       | -       | -         | -          |
| 2017     | 0              | 0              | 1              | 1              | 7              | 35             | -       | -       | -       | -       | -       | -         | -          |
| 2018     | 2              | 0              | 3              | 5              | 76             | 156            | -       | -       | -       | -       | -       | -         | -          |
| 2019     | 1              | 0              | 3              | 4              | 104            | 145            | -       | -       | -       | -       | -       | -         | -          |
| Totale   | 3              | 0              | 9              | 12             | 205            | 382            | -       | -       | -       | -       | -       |           |            |

Fonti: Enciclopedia del Football - A cura di Roberto Mezzetti